# سووا، ناگانو
سووا در استان ناگانو در کشور ژاپن  واقع شده‌است  که دارای جمعیت ۵۲٬۶۷۱ نفر و مساحت ۱۰۹٫۰۶ کیلومتر مربع با تراکم جمعیت ۴۸۳  نفر در کیلومترمربع است و در تاریخ ۱۰ اوت ۱۹۴۱ به عنوان شهر شناخته شد.